# Villini Servadio

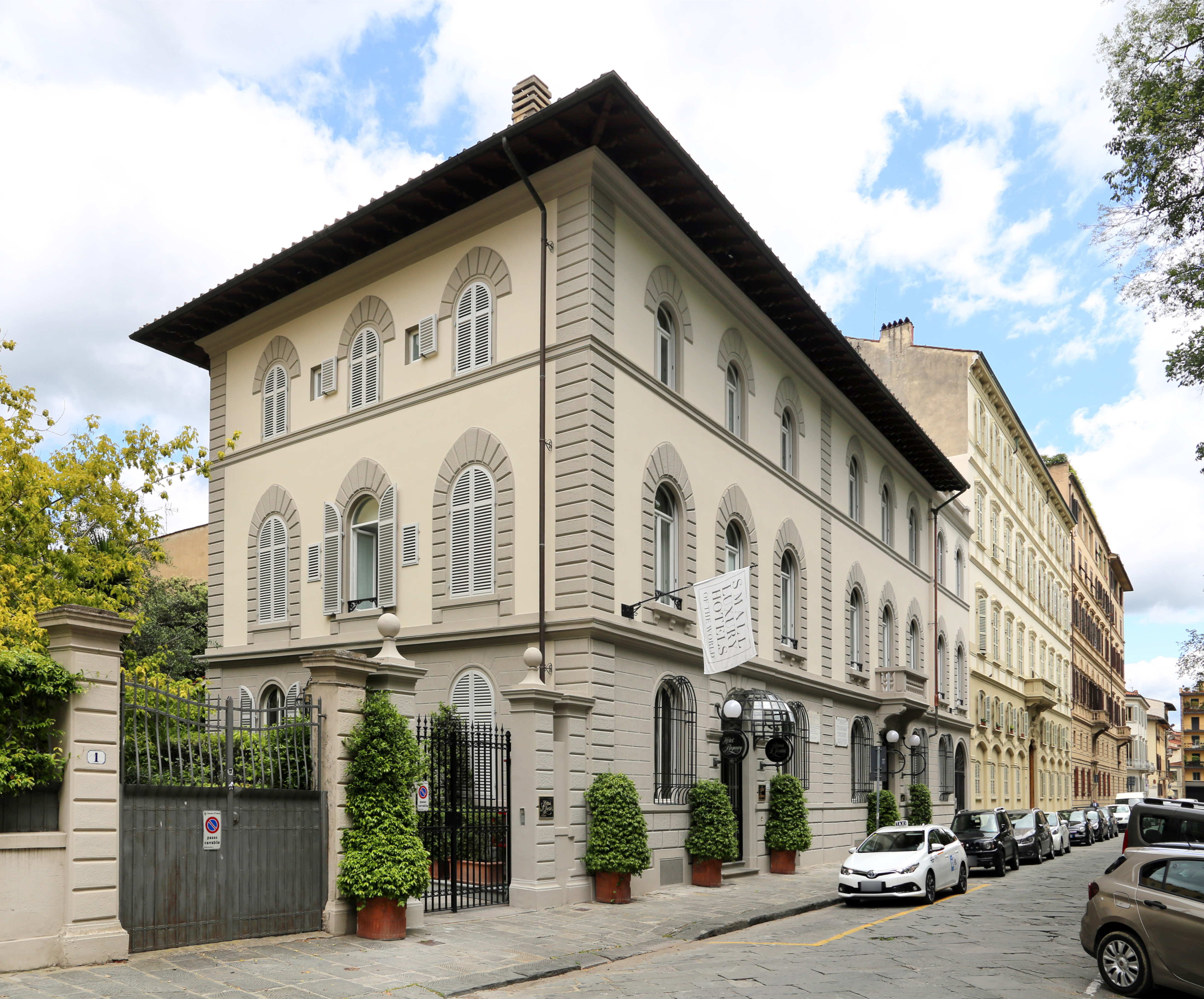
Villini Servadio

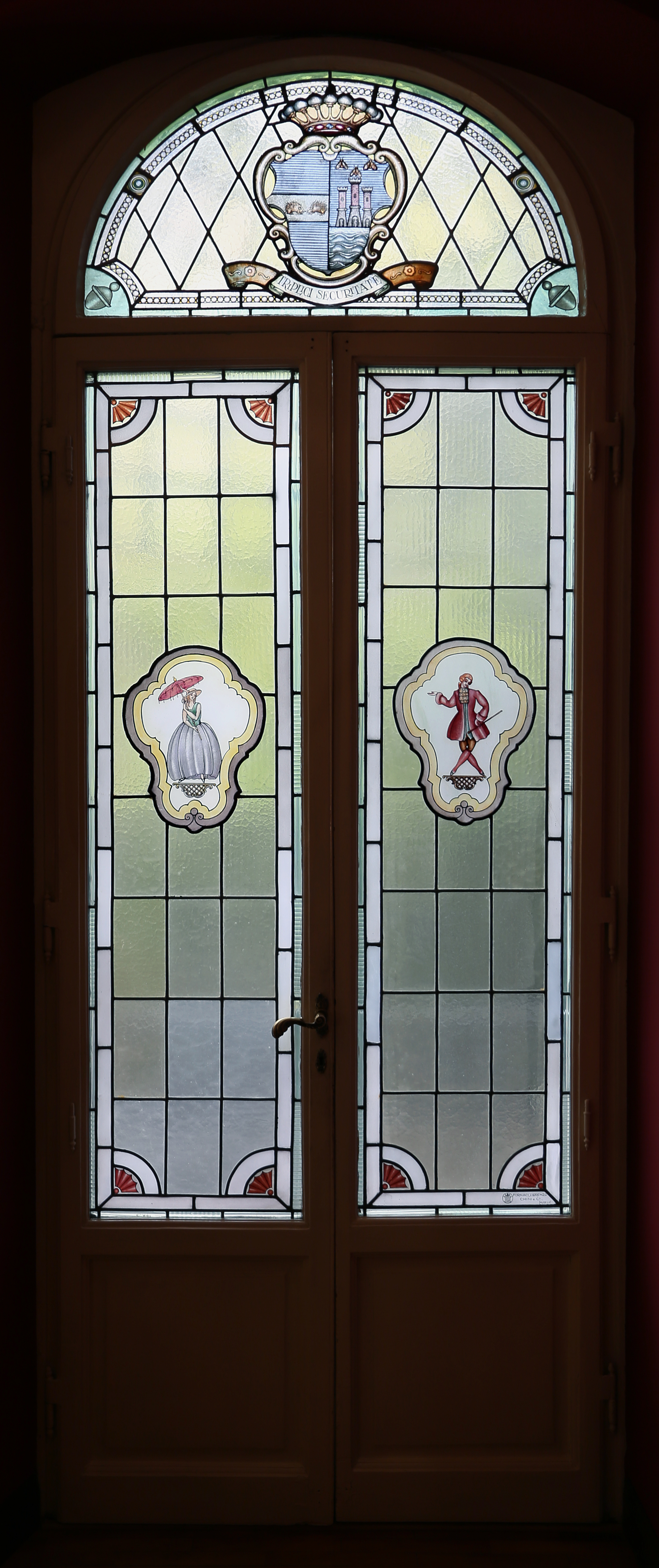
Vetrata con stemma Ricci Crisolini, di Tito Chini

I villini Servadio sono un complesso di edifici di Firenze, situati in piazza d'Azeglio 2-3.

## Storia e descrizione
L'edificio sorge in un'area che, ancora inedificata negli anni di Firenze Capitale (1865-1871) pur essendo interna all'ultima cerchia di mura, fu tra le prime ad essere interessata dall'espansione urbanistica del periodo, con affacci su piazza d'Azeglio, originariamente concepita, su modello di una square inglese, come giardino chiuso da cancellate e riservato ai proprietari dei palazzi confinanti.
In particolare l'edificio in oggetto nasce dall'accorpamento di due villini, commissionati dal banchiere Giacomo Servadio e realizzati su progetto dell'architetto Henry Kleffler tra il 1866 e il 1867. Su tali strutture si tornò a intervenire nel 1932, quando i due villini vennero uniti internamente e ampliati per la nuova residenza dei Ricci Crisolini, nobili di origine aretina. "Fu costruito un ulteriore corpo di fabbrica che occupando tutto il giardino laterale andava a saldarsi al palazzo Mazzoni Delle Stelle [al n. 2], lasciando un grande androne per il passaggio carrabile" (Ulisse Tramonti).
A questa stessa data risalgono vari interventi negli interni dovuti a Tito Chini (cugino di Galileo e al tempo direttore artistico della Manifattura di Borgo San Lorenzo), in particolare volti alla realizzazione della decorazione delle vetrate delle finestre (su disegni già elaborati dall'artista negli anni venti per la villa Le Maschere in Mugello) e del soffitto della sala da pranzo, con i segni dello zodiaco inseriti in mattonelle rettangolari dorate.
All'esterno l'edificio, di stile neoquattrocentesco, si presenta così oggi sviluppato in larghezza, organizzato su tre piani per otto assi, con ai lati gli ingressi al giardino e alle rimesse (nn. 2 e 5) e due ingressi all'abitazione, ai nn. 3 e 4. Quest'ultimo, nonostante l'asimmetria che così si genera, si individua come nuovo accesso principale, segnato com'è dal balcone che lo protegge, anche questo realizzato nel 1932.
La palazzina è inoltre da segnalare in quanto dimora, nel 1913, dello scrittore polacco Stefan Żeromski (1864-1925), come annota la targa posta sul fronte nel 1964, centenario della sua nascita.
| DIMORÒ IN QVESTA CASA NELL'ANNO 1913 STEFANO ZEROMSKI SCRITTORE POLACCO 1864 - 1925 FERVIDO ASSERTORE DI GIVSTIZIA SOCIALE CHE NELL'OPERA 'CENERI' CON ARTE IMPAREGGIABILE NARRÒ LE EROICHE VICENDE DEI POLACCHI IN TERRA ITALIANA E NEL ROMANZO 'CHARITAS' EVOCÒ VNA VIVA IMMAGINE DI FIRENZE POLACCHI E ITALIANI NEL I° CENTENARIO DELLA SVA NASCITA POSERO |

Un'altra targa quadrilingue ricorda il legame tra gli edifici della piazza e gli anni che videro Firenze capitale d'Italia. Fu posta nel 2007 dalla gestione alberghiera oggi ospitata nell'edificio. 
| ...Quando Firenze era capitale d‘Italia‚ nella zona dei ministeri sorsero delle ville d‘abitazione per gli alti funzionari: due di queste costituiscono oggi il Regency... ...When Florence was the capital of Italy‚ a few villas were built in the same location as the ministries, for the use of the highest government officials: two of these villas are today the Regency... ...Als Florenz noch die Hauptstadt Italiens war‚ entstanden im Viertel der Ministerien Villen für die hohen Staatsbeamten: zwei dieser Villen sind heute das Regency... ...Quand Florence était la capitale d‘Italie‚ des demeures furent construites dans la zone même des ministères pour les plus hauts fonctionnaires de l‘Etat: deux de ces demeures sont aujourd‘hui le Regency... |